# 2020年中國人民解放軍西南空域演練

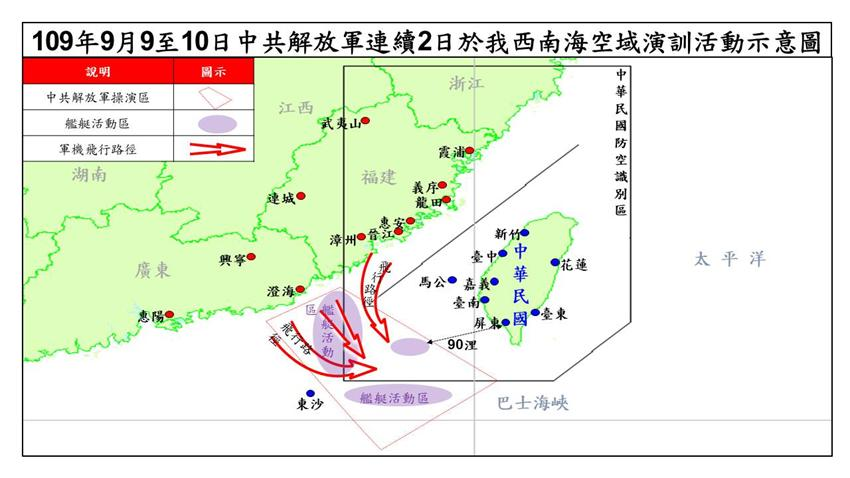
中国人民解放军途径台海示意图

2020年中国人民解放军西南空域演练，是指2020年中国人民解放军东部战区在中華民國防空識別區西南空域等领域进行的一系列军事演练活动。针对解放军的行动，美军也在台湾周邊地区主动进行了一系列军事行动作为回应。

## 解放军行动

### 1月
1月23日，中国人民解放军空军空警-500、轰-6等飞机进入到中華民國防空識別區。

### 2月
2月9日，中国人民解放军空军歼-11、空警-500、轰-6等飞机进入到中華民國防空識別區。2月10日，解放军空军再次进入中華民國防空識別區。2月28日，解放军空军再次进入中華民國防空識別區。

### 3月
3月16日，中国人民解放军空军歼-11、空警-500等飞机夜间训练，进入到中華民國防空識別區。

### 4月

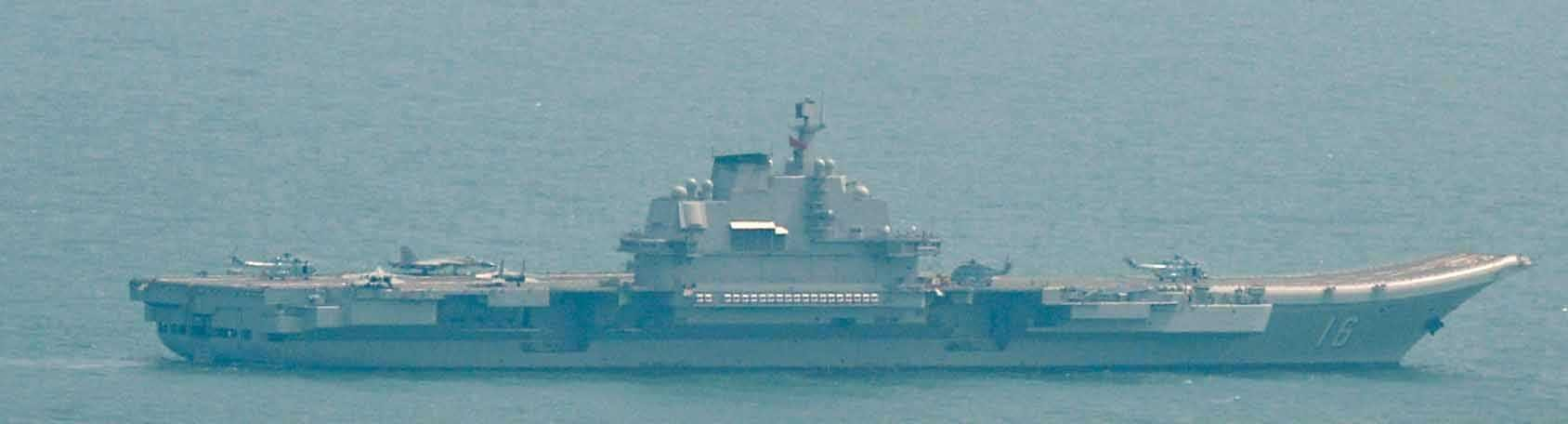
2020年4月10日，由日本防务省拍摄到的辽宁舰

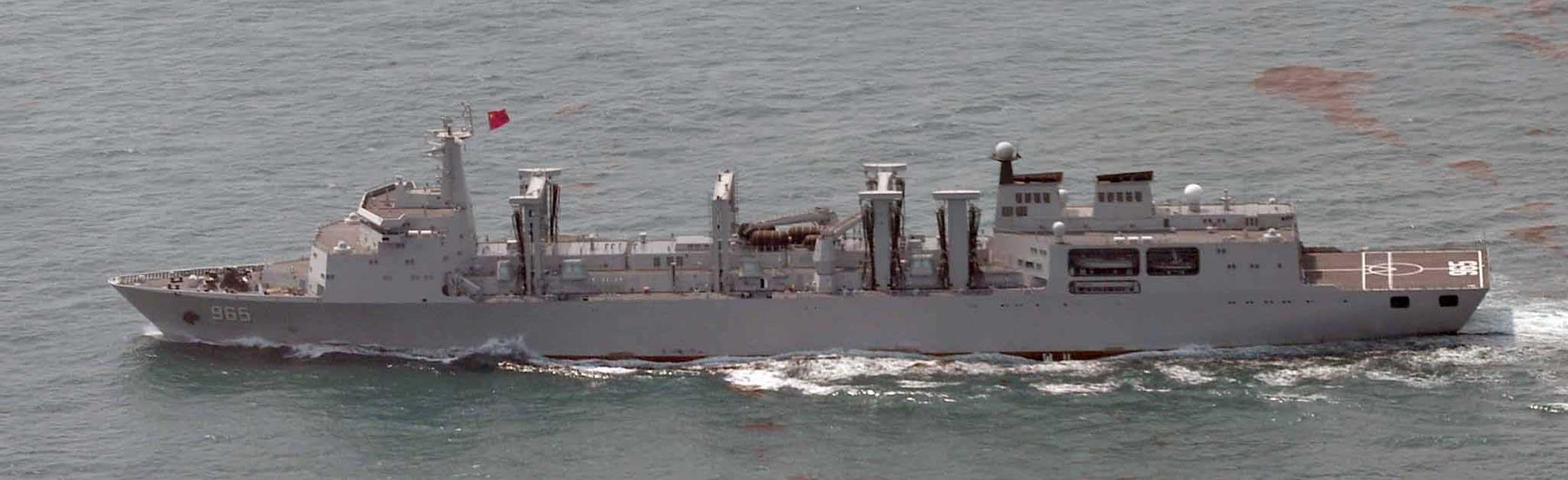
2020年4月10日，由日本防务省拍摄到的965号“呼伦湖”舰

4月10日，解放军轰6、空警500、歼11等各型机，10日上午从台湾西南方海域执行远海长航训练，并经巴士海峡进入西太平洋后，循原航路返回驻地。与此同时，航空母舰辽宁号编队及所属5艘护卫舰（2艘052D型导弹驱逐舰、2艘054A型导弹护卫舰、1艘901型综合补给舰），4月初离港后在黄海、东中国海进行航训，随后经过宫古水道，12日由台湾东部外海经南部海域继续往南行驶，从事远海长航训练。

### 6月
6月9日，中国人民解放军空军苏-30战斗机战机进入识别区，跟踪在台湾岛上空飞行的美军C-40A（从日本冲绳起飞，经过台湾基隆穿过中华民国领空）。6月12日，运-8进入识别区。6月16日，歼-10战机进入识别区。6月17日的运-8、歼-10进入识别区。6月18日，歼-10和歼-11进入识别区。6月19日，歼-10战斗机再次进入识别区。6月21日，歼-10战机进入识别区。

### 8月
8月10日，中国人民解放军一架歼11、一架歼10战斗机在上午9时越海峡中线，中华民国空军除以地面防空飞弹全程监控外，广播告警，运用空中侦巡兵力驱离。8月13日，中国人民解放军东部战区宣布将在台湾海峡及南北两端连续组织实战化演练，并于次日进行。

### 9月

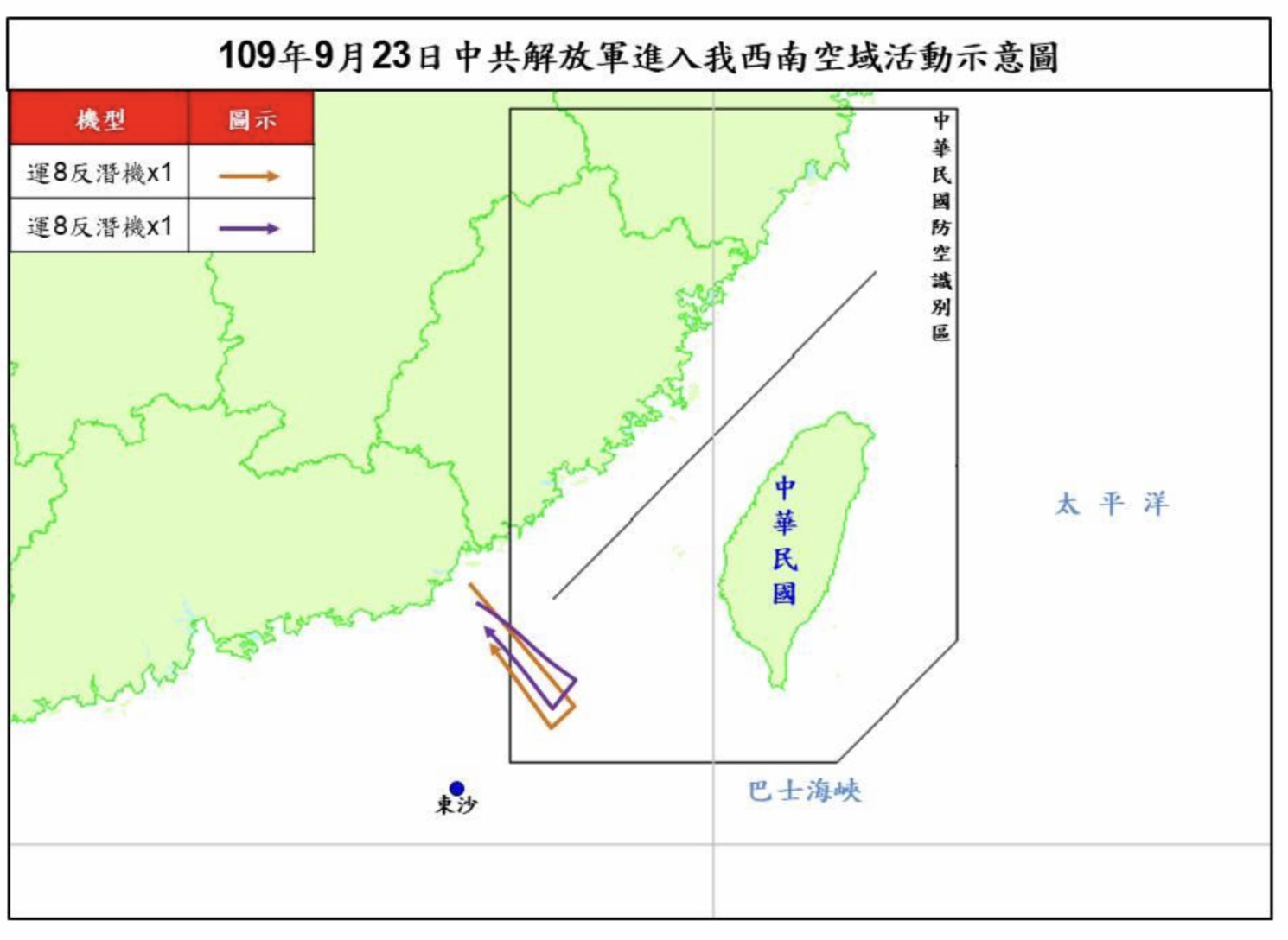
2020/9/23解放軍在西南海域

9月7日，中国人民解放军宣布将在渤海和黄海举行进一步军事演习。9月9日，解放军空军SU-30、歼-10等多型机多架次进入台海西南空域。9月10日，SU-30、运八等多型机，多架次进入台西南空域防空识别区活动。9月16日，两架中国人民解放军运8反潜机进入到台海南部台防空识别区。
为回应美国国务次卿基思·克拉奇访问中华民国；9月18日上午，中华人民共和国国务院新闻办公室举行《中国军队参加联合国维和行动30周年》白皮书新闻发布会。会上，中华人民共和国国防部新闻发言人任国强称，从18日开始，中国人民解放军东部战区在台海附近组织实战化演练。任国强并称这是“针对当前台海形势、维护国家主权和领土完整所采取的正当必要行动”。同日，解放军机多架次逾越海峡中线及西南空域，中华民国派遣空中巡逻及紧急起飞等兵力应对，解放军共派出轰6共2架次、歼-16战斗机8架次、歼-11战斗机共4架次和歼-10战斗机共4架次。而中华民国国军花莲基地也起飞两架F-16战斗机悬挂下AIM-120先進中程空對空飛彈跟随。9月19日，两架国军清泉岗基地的经国号战机升空，在5000米高空中反被六架解放军空军歼-16包夹。随后国军要求技师采取机动动作，撤退出包围。蔡英文对此指出，內地的軍事活動是「武嚇」，但之后国军否定此次军事行动。
9月21日，就解放军战机活动，中华人民共和国外交部发言人称，台湾是中国领土不可分割的一部分，不存在所谓的“海峡中线”。当日两架解放军运-8反潜机进入台湾西南空域防空识别区，9月23日，两架解放军运-8反潜机进入西南空域防空识别区。9月24日，一架解放军运-8反潜机进入西南空域防空识别区。9月29日，两架解放军运-8反潜机进入西南空域防空识别区。9月30日，国台办也明确表示“大陆和台湾同属一个中国，台湾是中国神圣不可分割的一部分，两岸之间不存在所谓的这么一条线”。

### 10月
10月1日，一架解放军运-8反潜机进入西南空域防空识别区。10月3日，一架解放军运-8反潜机进入西南空域防空识别区。10月4日，一架解放军运-8反潜机进入西南空域防空识别区。10月6日，一架解放军运-8反潜机进入西南空域防空识别区。10月7日，一架解放军空警-500预警机飞入台西南防空识别区。10月8日，一架解放军运-8反潜机进入西南空域防空识别区。10月9日，一架解放军运-8反潜机、一架运-9反潜机进入西南空域防空识别区。国军在用广播对解放军军机进行语言驱离，解放军军机也在7点50分直接广播回话反击，称“台湾飞机，我是中国人民解放军，正在进行例行训练，请不要干扰我正常行动！”
10月10日，一架解放军运-8反潜机进入西南空域防空识别区。10月11日，一架解放军运-8反潜机进入西南空域防空识别区。
10月13日至17日，东部战区在古雷半岛东侧海域进行实弹射击。
10月15日夜间，解放军战机再度飞入台海空域，15日晚1架运8反潜机进入中华民国防空识别区西南角。10月16日上午，解放军军机再度进入中华民国防空识别区，15小时内两度巡台。
10月18日，香港媒体透露，解放军已在东南沿海部署先进的东风-17超高音速导弹，并逐渐取代原先部署的东风-11、东风-15。不过中华民国军事专家称，东风17虽然射程足以攻打台湾，“但射程过长，针对台湾有点浪费。”“东风17有可能主要是为了打击美军基地和航母，以阻挠支援台湾的美军”。
10月29日，一架解放军运-9通信对抗机进入台海。10月30日，三架运八侦察机进入台海西南侧。10月31日，一架解放军运-9通信对抗机进入台海。

### 11月
11月1日，一架解放军运-8技术侦察机进入到台海西南。11月2日，两架运-8侦察机，2架苏-30战斗机、2架歼-16战斗机、2架歼-10战斗机进入台海西南。11月3日，一架解放军运-8技术侦察机进入到台海西南。11月4日，一架解放军运-9技术侦察机进入到台海西南。11月5日，两架运-8、一架运-9进入到台海西南。11月6日，一架解放军运-8进入到台海西南。11月10日，一架解放军运-8进入到台海西南。11月11日，两架解放军运-8进入到台海西南。11月12日，一架解放军运-8进入到台海西南。11月14日，一架解放军运-8进入到台海西南。11月15日，两架解放军运-8进入到台海西南。11月16日，两架解放军运-8进入到台海西南。11月17日上午，解放军两架运-8再次出动。11月18日，解放军两架运-8，一架运-9出动。11月21日，解放军出动两架运-8。11月22日，解放军出动一架运-8。11月23日，解放军出动一架运-8。11月24日，解放军出动两架运-8。11月25日，解放军出动一架运-8。11月28日，解放军出动两架运-8。11月29日，解放军出动一架运-8。11月30日，解放军出动两架运-8。

### 12月
12月1日，解放军出动一架运-8。12月2日，解放军出动一架运-8。12月4日，解放军出动三架运-8。12月5日，解放军出动两架运-8。12月6日，解放军出动一架运-8。12月7日，解放军出动一架运-8。12月9日，解放军出动两架运-8。12月10日，解放军出动一架运-8。12月12日，解放军出动一架运-8。12月15日，解放军出动两架运-8。12月16日，解放军出动三架运-8、一架运-9。12月20日，解放军出动两架运-8。

## 美军反应
4月12日，美国派驻巴里号驶经台湾海峡，以遏制中国解放军的影响。4月25日，巴里号驱逐舰再次驶经台湾海峡。

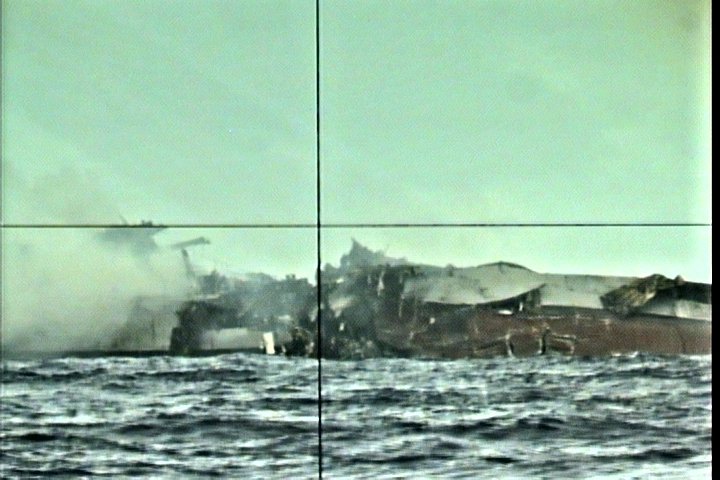
2020年9月19日，美军勇敢盾牌军事演习中柯兹号护卫舰靶舰被击沉

8月19日，美国马斯廷号驱逐舰由北向南航经台海峡，之后继续向南航行。同日中国解放军东部战区发言人批评美国在涉台问题上破坏台海稳定。8月31日，美国哈尔西号驱逐舰由北向南航经台湾海峡后，续往南行驶。
9月3日，美军在太平洋东侧、加利福尼亚附近岛屿进行无人机海上攻击演习，并动用MQ-9死神侦察无人机，参加模拟攻击演习的美国空军人员的臂章上印有代表中国地图的红色剪影，意指针对中国。
9月14日至25日，美国在关岛举行“勇敢盾牌军事演习”，包括了美利坚号航空母舰、罗纳德·里根号航空母舰等参与此次演习，假想敌为中国。演习内容包括使用鱼叉反舰导弹等针对中国辽宁舰的训练。其中里根号航空母舰利用舰载飞机及其他作战军舰对已退役的柯兹号护卫舰靶舰进行实弹射击，将其击沉。
10月14日，巴里号驱逐舰再次驶经台湾海峡。10月26日，美国、日本、加拿大在日本冲绳地区举行“锐剑-21”（Keen Sword 21）陆海空联合军事演习，以针对中国在该地方的军事威胁。参加部队包括有美国里根号航空母舰群、日本自卫队第一、第四护卫舰队，加拿大皇家海军，共计4万6千余人。